# Borevit
Borevit (Borewit, Porewit, Porenut) è il dio dei boschi nella mitologia slava. È una figura affine al dio Pan della mitologia greca e al Fauno e al Silvano della mitologia romana. 
Veniva rappresentato come un caprone o come un uomo barbuto. Solitamente era dotato di corna di cervo e di grandi organi genitali, simbolo della fertilità della natura. Si prendeva cura dei viandanti che si perdevano nelle foreste e puniva coloro che distruggevano impunemente i boschi o maltrattavano gli animali. Questi perdevano la via di casa, venivano condotti verso pantani e paludi oppure venivano colpiti da tronchi di albero. Borevit aveva il potere di modificare la sua altezza adattandola all'ambiente circostante: piccolo vicino a un fungo, alto e imponente accanto a un albero.
L'etimologia del nome Borevit viene talvolta connessa a quella dei termini barč (alveare) e bartnik (apicoltore), figura che in alcune popolazioni svolgeva una funzione simile a quella dello sciamano. Secondo Czesław Białczyński la sorella e moglie di Borevit era Leša, conosciuta anche come Borana. In suo onore gli antichi slavi cuocevano un pane rituale chiamato borys, fatto con erbe e piante selvatiche.
Con l'avvento del Cristianesimo il dio Borevit venne identificato con Satana o degradato al ruolo di demone con il nome di Boruta